# Landschapspark Krajobrazowy Doliny Bobru
Landschapspark Krajobrazowy Doliny Bobru is een van de vele landschapsparken van Polen.
Het park is opgericht in 1989 en omvat het stroomdal van de rivier de Bóbr, aan de voet van de Karkanosze heuvels.
Het park beslaat 13270 ha land, waarvan 4215 ha bos en is daarmee een van de 120 zogenaamde Park krajobrazowy.